# Ранве (кантон)
Ранве́ (фр. Renwez) — кантон во Франции, находится в регионе Шампань — Арденны, департамент Арденны. Входит в состав округа Шарлевиль-Мезьер.
Код INSEE кантона — 0822. Всего в кантон Ранве входит 15 коммун, из них главной коммуной является Ранве.

## Коммуны кантона
| Коммуна        | Население, чел. (1999) | Почтовый индекс | Код INSEE |
| -------------- | ---------------------- | --------------- | --------- |
| Ан-ле-Муан     | 358                    | 08090           | 08206     |
| Аррё           | 320                    | 08090           | 08022     |
| Арси           | 459                    | 08150           | 08212     |
| Клирон         | 280                    | 08090           | 08125     |
| Ле-Мазюр       | 774                    | 08500           | 08284     |
| Лонни          | 414                    | 08150           | 08260     |
| Монкорне       | 218                    | 08090           | 08297     |
| Мюртен-э-Боньи | 142                    | 08150           | 08312     |
| Одреси         | 266                    | 08090           | 08216     |
| Ремийи-ле-Поте | 216                    | 08150           | 08358     |
| Ранве          | 1 437                  | 08150           | 08361     |
| Сен-Марсель    | 325                    | 08460           | 08389     |
| Сешваль        | 395                    | 08150           | 08408     |
| Сормон         | 542                    | 08150           | 08429     |
| Турн           | 1 075                  | 08090           | 08457     |

## Население
Население кантона на 1999 год составляло 7 221 человек.
| 1962  | 1968  | 1975  | 1982  | 1990  | 1999  | 2006 | 2007 | 2008 |
| ----- | ----- | ----- | ----- | ----- | ----- | ---- | ---- | ---- |
| 5 158 | 5 521 | 5 664 | 6 248 | 6 882 | 7 221 | —    | —    | —    |